# Close to Metal
Na computação, Close To Metal (CTM, originalmente Close-to-the-Metal) é o nome de uma versão beta de uma interface de programação de baixo nível desenvolvida pela ATI, agora AMD Graphics Product Group, com o objetivo de habilitar a computação GPGPU. O CTM teve vida curta, e a primeira versão de produção da tecnologia GPGPU da AMD agora é chamada de AMD Stream SDK, ou melhor, o atual AMD APP SDK (AMD Accelerated Parallel Processing SDK) para Windows e Linux de 32 bits e 64 bits, que também tem como alvo a Heterogeneous System Architecture.[carece de fontes?]

## Visão geral
Close To Metal, originalmente chamado de THIN (Thin Hardware INterface) e Data Parallel Virtual Machine, deu aos desenvolvedores acesso direto ao conjunto de instruções nativas e à memória dos elementos computacionais massivamente paralelos nas modernas placas de vídeo AMD. O CTM ignorou as APIs DirectX e OpenGL centradas em gráficos para o programador GPGPU para expor funcionalidades de baixo nível anteriormente indisponíveis, incluindo o controle direto dos processadores de fluxo/ALUs e dos controladores de memória. R580 (ATI X1900) e gerações posteriores da microarquitetura de GPU da AMD suportavam a interface CTM.
O sucessor comercial do CTM, o AMD Stream SDK, foi lançado sob o AMD EULA em dezembro de 2007, após a pilha de software ter sido reescrita. O Stream SDK fornece ferramentas de alto nível e de baixo nível para acesso geral ao hardware gráfico AMD.
O uso de GPUs para realizar cálculos tem muito potencial para algumas aplicações devido às diferenças fundamentais das microarquiteturas de GPU em comparação às CPUs. As GPUs alcançam uma taxa de transferência muito maior (cálculos por segundo) ao executar muitos programas em paralelo e restringir o controle de fluxo (a capacidade de um programa executar instruções independentemente de outro). As GPUs modernas também têm memória endereçável on-die e memória externa multicanal de altíssimo desempenho.
A AMD posteriormente mudou do CTM para o OpenCL.

## Código aberto
Alguns componentes do CTM e do Stream SDK são de código aberto, como a linguagem e o compilador Brook+ C-like.